# Jamaica Observer
Jamaica Observer es un diario publicado en Kingston, Jamaica. La publicación es propiedad de Butch Stewart, quien fundó el periódico en enero de 1993 como competidor del diario más antiguo de Jamaica, The Gleaner. Su editor fundador es Desmond Allen, quien es su editor ejecutivo de operaciones. En ese momento, se convirtió en el cuarto periódico nacional de Jamaica.

## Historia
Jamaica Observer comenzó como un periódico semanal en marzo de 1993 y en diciembre de 1994 comenzó a publicarse diariamente. El periódico se trasladó a instalaciones más grandes como parte de las celebraciones de su décimo aniversario en 2004.